# البوستان، عربستان سعودی
ال بوستان، عربستان سعودی یک منطقهٔ مسکونی در عربستان سعودی است که در استان مدینه واقع شده‌است.